# 邓丽
邓丽（1959年11月—），山东莱州人，女，汉族，中华人民共和国政治人物。1977年2月参加工作，1985年3月加入中国共产党，安徽省阜阳师范学院物理系物理专业毕业，大学学历，学士学位，中华人民共和国政治人物，中国共产党党员，第十三届全国人民代表大会浙江省代表。
邓丽现任中华全国妇女联合会副主席、书记处书记、党组成员，机关党委书记，中国妇女儿童博物馆馆长。2018年1月，当选第十三届全国人民代表大会代表，2018年3月，当选第十三届全国人民代表大会常务委员会委员、全国人民代表大会社会建设委员会委员。